# 기근, 풍요, 그리고 윤리
《Famine, Affluence, and Morality》(기근, 풍요 그리고 윤리)는 피터 싱어가 1971년에 쓰고 1972년 《Philosophy and Public Affairs》라는 저널에 발표된 에세이이다. 부유한 사람은 기부를 훨씬 많이 할 의무가 있다는 내용이다. 방글라데시 독립 전쟁으로 생긴 난민들이 이 에세이를 쓰게 된 계기가 되었다. 싱어는 이 상황을 한 예로 들었다. 이 에세이는 서양 윤리 사상의 한 예로서 널리 인용되었다.

## 개략적인 내용
이 에세이의 핵심 주장 중 하나는, 어떤 사람이 자기 자신이나 다른 사람에게 큰 손해를 주지 않으면서 자신의 부를 다른 사람들의 고통을 줄이는 데에 사용할 수 있다면, 그렇게 하지 않는 것이 도덕적으로 잘못되었다는 것이다. 싱어의 주장에 따르면, 어린이가 연못에 빠져서 익사할 위험에 처해 있을 때, 구해낼 수 있으나 그렇게 하지 않는 것은 도덕적으로 옳지 못한 것이다. 도움이 필요한 사람과 도움을 줄 수 있는 사람 사이의 거리가 멀다고 하더라도 이 의무는 약화되지 않는다.

## 핵심 논지
- "음식과 주거지, 의료 서비스의 부족으로 죽어가는 것은 좋지 못한 일이다."
- "나쁜 일이 일어나지 않게 하기 위해 우리의 힘을 이용할 수 있다면, 그리고 그것에 필적하는 다른 도덕적 가치를 희생시키지 않는다면, 반드시 해야 한다."
- "내가 도울 사람이 10미터 떨어진 옆집 아이든지 1만 킬로미터 떨어진 벵골에 사는 이름 모를 아이든지 차이가 없다."
- "이 원리는 자기가 어려움에 처한 사람을 도울 수 있는 유일한 사람이든, 수백만의 사람들 중 하나일 뿐이든 똑같이 적용된다."
- "사람들은 기근을 해결하는 대신에 새 차나 옷을 사는 일에 돈을 쓰는 것에 죄책감을 느끼지 않는다. 이것은 정당화될 수 없다. 우리가 그저 멋져 보이기 위해 새로운 옷을 사면, 정말 중요한 일에는 돈을 쓰지 않는 것이다."